# Maschinengewehr 131
Maschinengewehr 131, kort MG 131, var en tung kulspruta för montering i stridsflygplan med kaliber 13 mm, utvecklad 1938 av Rheinmetall-Borsig och tillverkad från 1940 till 1945. 

## Användning
Monterades bland annat i:
- Messerschmitt Bf 109
- Messerschmitt Me 410 Hornisse
- Fw 190
- Ju 88
- Heinkel He 177 Greif
- Henschel Hs 129

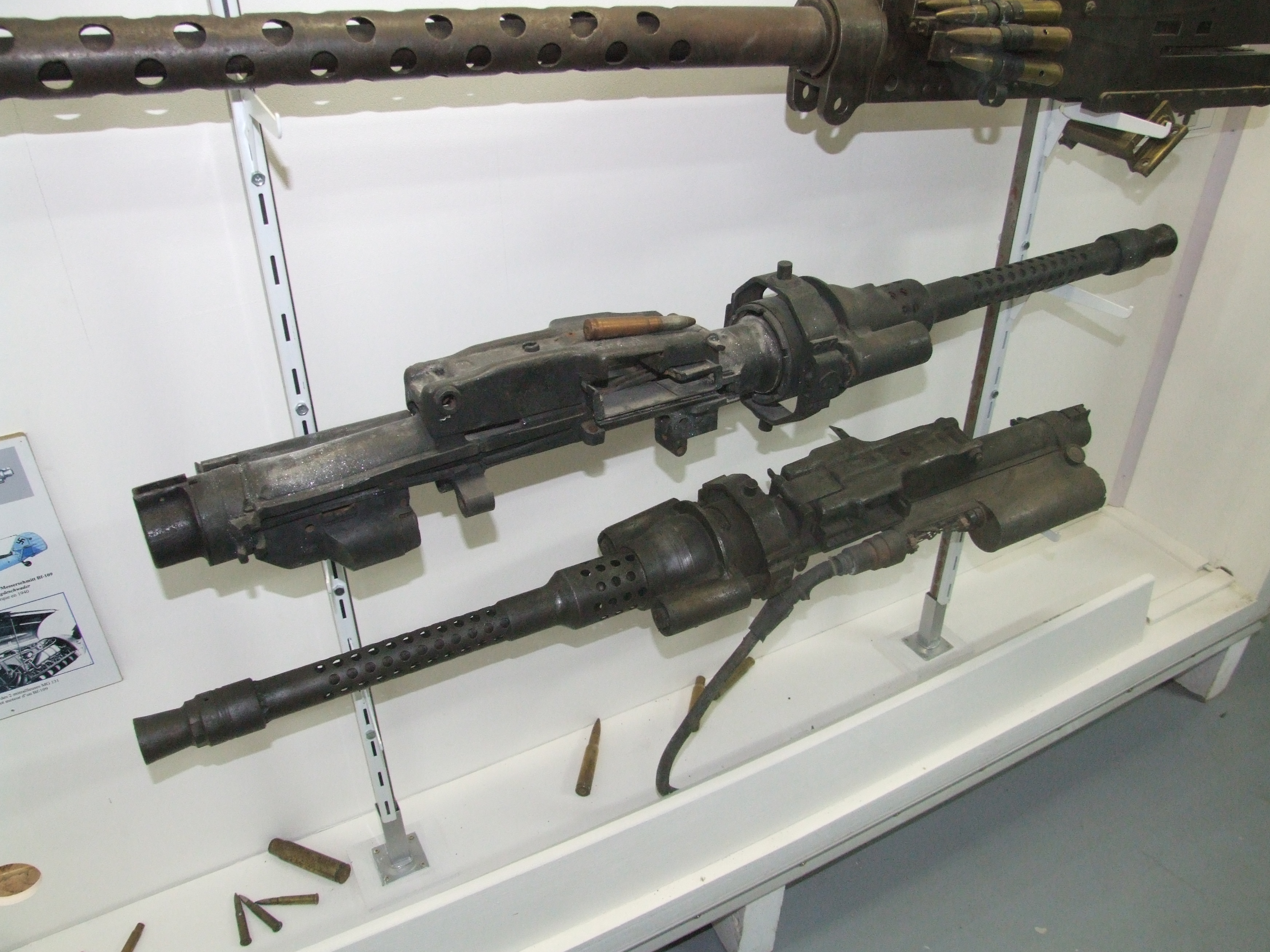
Rheinmetall-Borsig MG 131 (13 mm).
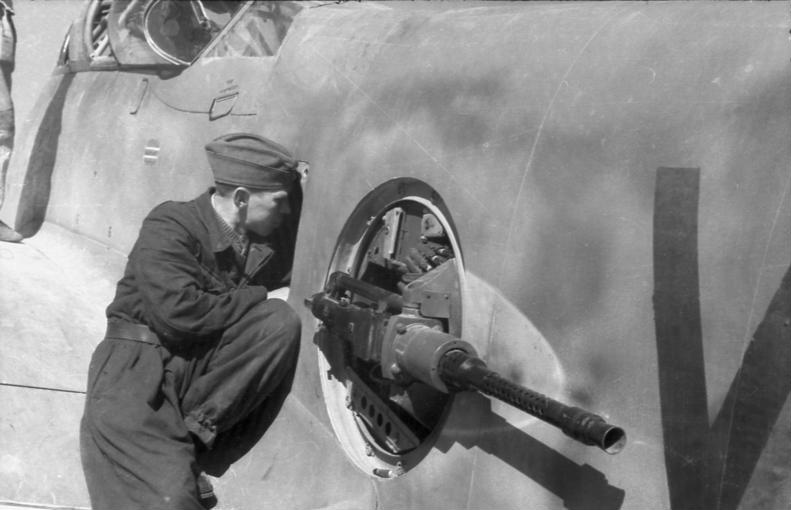
MG 131 - ME 210-410.
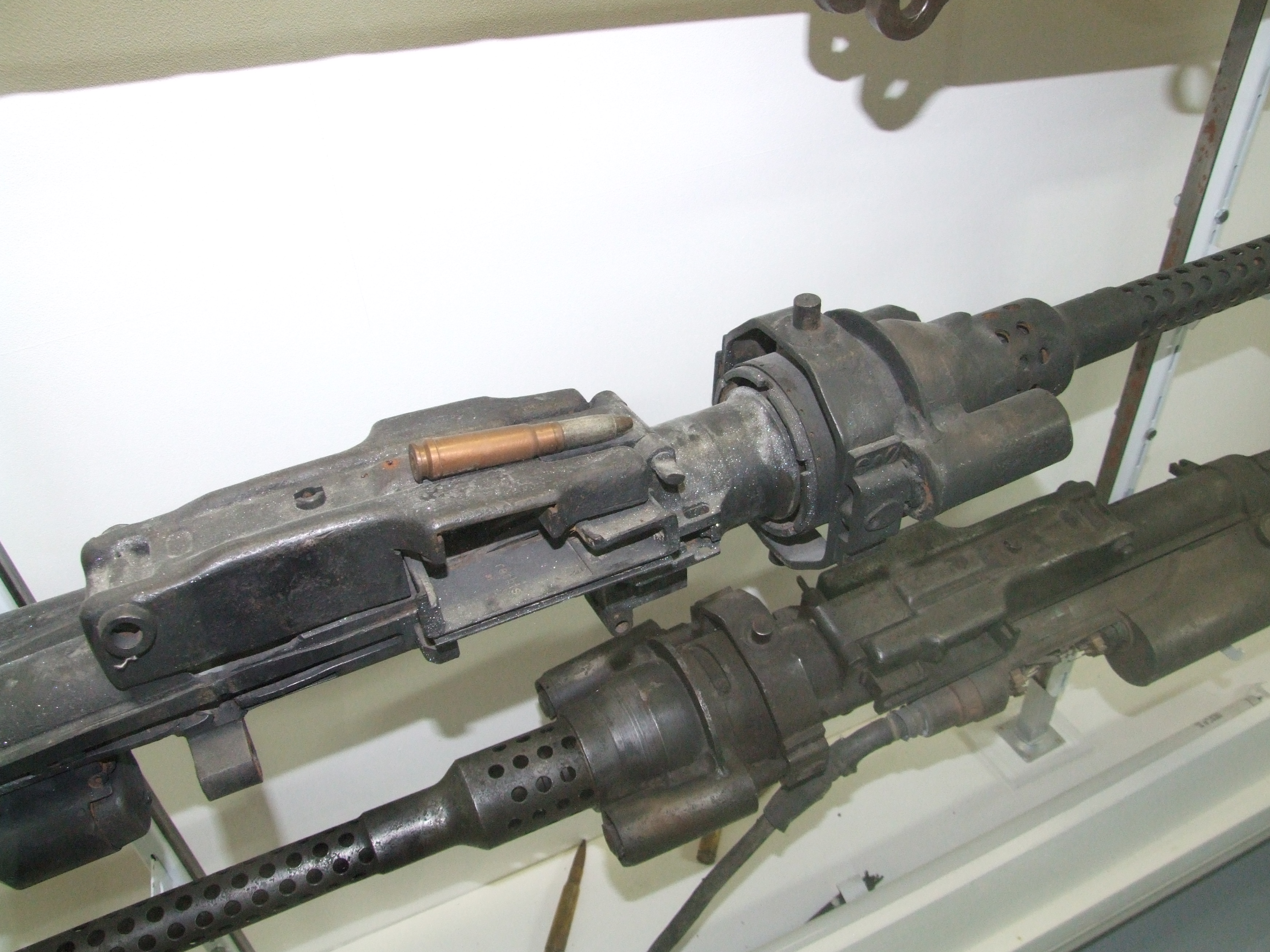
Rheinmetall Borsig MG 131 (13 mm).